# 馬里尼亞
馬里尼亞是哥倫比亞的城鎮，位於該國西北部，由安蒂奧基亞省負責管轄，距離首府麥德林7公里，始建於1690年，面積115平方公里，海拔高度2,120米，2005年人口45,685。
6°10′25.69″N 75°20′5.00″W / 6.1738028°N 75.3347222°W